# Амбунти
Амбунти (англ. Ambunti) — небольшой город на севере центральной части Папуа — Новой Гвинеи, в провинции Восточный Сепик.

## Географическое положение
Расположен на берегу реки Сепик, в 755 км к северо-западу от столицы страны, города Порт-Морсби.

## Население
По данным на 2013 год численность населения города составляла 2248 человек.
Динамика численности населения города по годам:
| 1980 | 1990 | 2013 |
| ---- | ---- | ---- |
| 1000 | 1200 | 2248 |